# Léon de La Cressonnière
Pour les articles homonymes, voir Cressonnière (homonymie).
 (juillet 2024).
Léon de La Cressonnière, né à Paris le 26 mars 1812 et mort à Lausanne le 16 août 1893, est un militaire et conservateur de musée français.

## Biographie
Français, officier de marine, puis retraité et rentier, Léon de La Cressonnière remplace Godefroy de Blonay à la tête du Musée Arlaud en 1868. Il occupe ce poste jusqu'en 1870, reprend du service pendant la guerre franco-allemande de 1870-71 puis réapparaît à la direction du musée par intermittence jusqu'en 1886. Dans les faits, le musée est sans conservateur responsable entre 1880 et 1885.
Soutenu par Louis Ruchonnet, amateur d'art et collectionneur, peu gêné par les cent francs par an qui sont alors le traitement du conservateur, Léon de La Cressonnière apporte des changements dans l'organisation intérieure et la politique d'achats du musée. Devenu président de la Société vaudoise des beaux-arts à sa nomination au musée, il accueille le Tournus de la Société suisse des Beaux-Arts en 1869, 1872 puis tous les deux ans jusqu'en 1886, date à partir de laquelle ces expositions-ventes auront lieu à la Grenette. Dynamique, il monte en 1874 une exposition consacrée à Charles Gleyre qui fait du Tournus un véritable triomphe, lance la rententissante souscription pour l'achat du Taureau dans les Alpes d'Eugène Burnand, saisit toutes les occasions pour accroître la collection cantonale.
En 1886, Léon de La Cressonnière quitte définitivement le Musée Arlaud et ne sera pas remplacé: c'est Eugène Ruffy, patron du Département de l'Intérieur, qui assure la gestion du musée jusqu'à la nomination en 1894 d'Émile Bonjour.